# 日本大学学園祭
日本大学学園祭（にほんだいがくがくえんさい）は、日本大学が主催する学園祭である。全学部を統一してNU祭といわれている。他には、総合体育大会、書道交流会なども開催されている。

## 概要
日本大学は地理的に学部が離れている独自のキャンパスになっている為、学部単位（キャンパスは別）で大学祭を開催している。これを「学部祭」と呼んでいる。その為、それぞれの学園祭を統一して有機的に連動させる目的で「NU祭」を設け、総合的に開会式・閉会式を実施している。近隣の学部であれば、それぞれのキャンパスで開催されている学園祭に自由に参加できるという仕組みをとっている。学部が分散しているため、文化行事を通じ全学部の学生・教職員、付属高校間の交流または帰属意識を深めることと、日本大学を支援している校友、保護者、地域住民と共に交流の場としてNU祭を実施している。
2014年度にNU祭統一テーマとして、学部祭実行委員会（大学生サミット）からの案を基に「Nichidai UNITED 100万人と結ぶ無限のライン」が採択された。このようなテーマを軸に、学生・生徒、教職員、大学関係者が、全学文化行事を通じて、広く社会に公開している。

## 学部祭

### 法桜祭
法桜祭（ほうおうさい）は、法学部で毎年秋に開催される学園祭である。2006年で27回をかぞえる。模擬裁判、著名人、有名政治家の講演会が開催される。また、ミスター・ミスコンテストは法桜祭の一大行事である。2005年には東京直下型地震への備えを目的に地震体験車両の一般公開を行った。

### 桜麗祭
桜麗祭（おうれいさい）は、文理学部で毎年秋に開催される学園祭である。1993年以降、毎年開催され2008年で16回を数える。キャンパスは世田谷区桜上水の住宅地の真ん中に所在し、近隣商店街とのコラボレーション企画を実施している。

### 三崎祭
三崎祭（みさきさい）は、経済学部で毎年秋に開催される学園祭である。1960年代後半に学生運動の中で最大規模となった日大紛争においてマスメディアに登場した秋田明大が1968年に委員長を務めている。

### 砧祭
砧祭（きぬたさい）は、商学部で、毎年秋に開催される学園祭である。2007年度、第50期日本大学広告学研究会主催でミス砧が開催された。

### 芸術祭
芸術祭（げいじゅつさい）は、芸術学部で毎年秋に開催される学園祭である。2005年までは江古田キャンパスで開催されたが、校舎改築のために2006年から主に1・2年生が在籍する所沢キャンパスに場所を移して開催した。2010年からは新しく完成した江古田キャンパスで開催している。

### 富桜祭
富桜祭（ふおうさい）は、国際関係学部・短期大学部で毎年秋に開催される最大のイベントである。有志学生によって運営され、2010年で60回を数える。バザーによる売り上げを地元の三島市に寄付。ほかの地域から支援団体を招いたりするなど、このような機会が地域と交流するきっかけとなっている。2010年の富桜祭は10月30日から11月1日にかけて開催され、田中美保を迎えてのトークショーが開かれた。

### 桜理祭
桜理祭（おうりさい）は、理工学部・短期大学部で毎年秋に開催される学園祭である。キャンパス近隣在住の子供たちを対象にした出展物がある。隣接する薬学部の桜薬祭と同時期に学部祭を実施している。

### 青駿祭
青駿祭（せいしゅんさい）は、理工学部の駿河台キャンパスにて毎年秋に開催される学園祭である。2006年で14回を数える。理工学部は船橋キャンパスの習志野祭を長年実施している。駿河台キャンパスにおいては、それまでの大江戸祭（おおえどさい）に替わり1993年以降、青駿祭が学部祭として実施されるようになった。隣接する歯学部の桜歯祭とは開催時期がずれている。

### 桜泉祭
桜泉祭（おうせんさい）は、生産工学部で毎年秋に開催される学園祭である。

### 北桜祭
北桜祭（ほくおうさい）は、工学部で毎年秋に開催される学部祭である。2010年で60回を数える。日本大学のキャンパスで最も北に位置し、時期は他学部の集中期より早めとなる10月中旬に開催される。

### 翠心祭、若樹祭
翠心祭（すいしんさい）・若樹祭（わかぎさい）は、医学部・医学部付属看護専門学校が毎年秋に開催している学園祭の名称である。大学と専門学校が一緒になって作り上げる学園祭で例年、10月下旬に開催してきたが、2006年は他学部祭と歩調を併せ、集中日の11月上旬の3連休を利用して開催された。他学部で見られる芸能人のイベントはなく、代わりに医学・看護学を中心とした学術講演会が行われている。

### 桜歯祭、駿技祭、翔衛祭
桜歯祭（おうしさい）・駿技祭（しゅんぎさい）・翔衛祭（しょうえいさい）は、歯学部・歯学部附属歯科技工専門学校・歯学部附属歯科衛生専門学校の学生によって毎年秋に開催される学園祭の名称である。大学と専門学校生が一緒になって作り上げる学園祭で例年、10月下旬に開催される。隣接する理工学部の青駿祭と開催日程が異なっている。

### 松戸祭
松戸祭（まつどさい）は、松戸歯学部で毎年秋に開催される学園祭である。

### 藤桜祭
藤桜祭（とうおうさい）は、生物資源科学部で毎年秋に開催される学園祭である。生物資源科学部は元々農学部だったこともあり家畜を登場させるイベントも行われている。

### 桜薬祭
桜薬祭（おうやくさい）は、薬学部で毎年秋に開催される学園祭である。2006年で18回目となる。桜薬祭は例年、2日間の開催である。

### 集夏祭
集夏祭（しゅうかさい）は、通信教育部で毎年夏に開催される学園祭である。他学部は2、3日間に渡って集中開催するのに対し、集夏祭は通信教育部の夏季スクーリング期間中の8月上旬に2回イベントを行う。イベント内容は講演会とクラシックコンサートで、コンサートは日本大学カザルスホールを利用している。

## 書道交流会
書道交流会は、日本大学の目的及び使命である「深遠な学術を研究し心身ともに健全な文化人を育成すること」を目的として実施している。審査では、最優秀賞、優秀賞、入賞・校友会長賞を選考している。校友会長賞は最優秀賞と同等作品を選考。校友会特別賞は、絵画・書道展の会場来場者の投票により決定している。開催場所は、日本大学芸術学部江古田校舎の大ホール棟で行われている。

## 日本大学体育大会
日本大学総合体育大会を年に1度開催しており、二つの部門に分かれている。付属校の部は、運動部員の参加が通常である。一般学生の部では、基本的に対象の学部競技部と学部サークルから選手を選考した学部対抗である。但し、部に所属していない学生も参加は可能としている。